# 戈瑄
戈瑄（1448年—1522年），字廷玉，一字良玉，号蓚溪，京師河間府景州（今河北景縣）人，明朝政治人物、進士出身。

## 生平
早年出身國子生，举順天府鄉試第七十一名。成化十一年（1475年）乙未科會試第三十八名，殿試登進士第三甲第十二名。授河南嵩县知县，十七年八月选授试監察御史，十八年九月实授廣東道御史，丁憂，服除，弘治六年（1493年）閏五月復除廣東道，七年八月升四川按察司副使，十五年五月升山東按察使，十八年二月升浙江右布政使，十一月升江西左布政使，正德二年（1507年）九月升南京都察院右副都御史，四年十二月改任南京大理寺卿，五年六月升南京刑部右侍郎，六年八月改北刑部右侍郎，七年七月升南京都察院右都御史，九年四月官至南京刑部尚書，十四年八月致仕，卒年七十五。

## 家族
曾祖父戈惟善。祖父戈本。父亲戈寧。